# Louise av Storbritannien
Louise av Storbritannien, född 18 december (enl. N.S.; 7 december enl. G.S.) 1724 i London, död 19 december 1751 i Köpenhamn, var en drottning av Danmark och Norge, dotter till Georg II av Storbritannien och dennes gemål Caroline av Ansbach. Louise var gift med kung Fredrik V av Danmark.
Trots att äktenskapet var arrangerat av politiska skâl beskrivs förhållandet mellan makarna som gott, åtminstone under deras första år som gifta. Louise var populär som drottning i Danmark och införde en lättsammare atmosfär efter att hennes svärföräldrars stränga religiösa levnadsvillkor hade rått vid hovet tidigare. Hon intresserade sig för musik, dans och teater; hon hyrde exempelvis in ett italienskt operasällskap och ett franskt teatersällskap att uppträda i Danmark. 

## Biografi

### Uppväxt

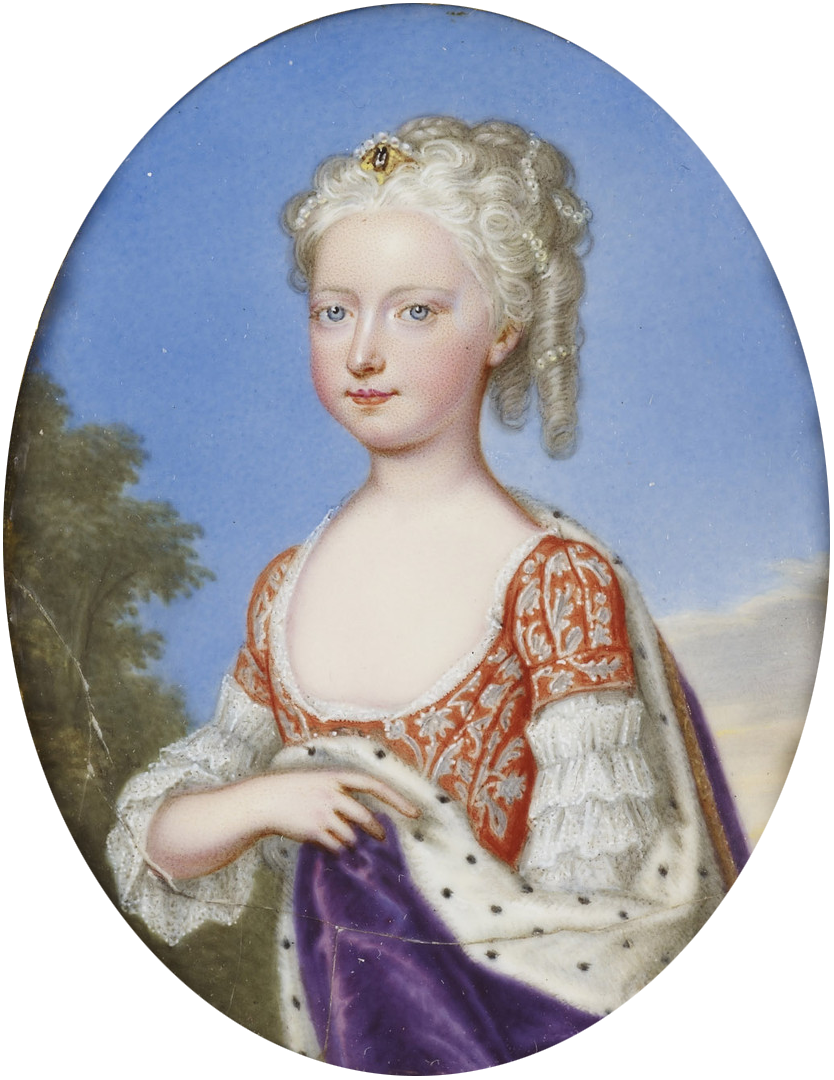
Prinsessan Louise som barn. Miniatyrporträtt av Christian Friedrich Zincke (1730-talet).

Prinsessan Louise föddes den  18 december (enl. N.S.; 7 december enl. G.S.) 1724 i Leicester House i London. Hon föddes som yngsta barn  och femte dotter till dåvaranda brittiska tronföljarparet prinsen och prinsessan av Wales. Hon föddes tio år efter att hennes farfar, den dåvarande kurfursten Georg Ludvig av Hannover, hade ärvt Storbritanniens och Irlands troner 1714 som Georg I, och hennes far hade blivit prins av Wales och flyttat till London med sin familj. Hennes far hade ett ansträngt förhållande till sin egen far, och 1717, efter ett bråk, hade kungen förvisat sin son från hovet. Han hade sedan dess bott i en ny, hyrd residens, Leicester House, ett stort adelspalats i Westminster, norr om dagens Leicester Square, där Louise föddes.
Den 22 december döptes hon i Leicester House till samt hette ursprungligen Louisa. Hennes gudföräldrar var hennes äldre syster Amelia av Storbritannien samt hennes kusiner Lovisa Ulrika av Preussen, den senare drottningen av Sverige, och kronprinsen av Preussen, den blivande konung Fredrik den store.
Prinsessan Louises mor var gravid elva gånger, men förlorade fyra av barnen. Prinsessan Louise hade alltså sex äldre syskon som överlevde till vuxen ålder. Av dessa bodde Louise med sina två yngsta syskon prins Vilhelm och prinsessan Marie med sina föräldrar i Leicester House, som det "yngre set", född i London, i motsats till det "äldre set", född i Hannover, som grymt var separerade från sina föräldrar av kung Georg I. Den 11 juli 1727, när Louise var två år gammal, dog hennes farfar Kung Georg I och hennes far besteg tronen som Kung Georg II. Familjen flyttade därmed till Saint James's Palace, den brittiske monarkens dåvarande residens i London, där Louise växte upp. Som sommarresidens hade familjen Richmond Lodge beläget vid floden Themsen i Richmond väst om London. Hennes favoritsyster var prinsessan Maria, som senare gifte sig med den regerande lantgreve Fredrik II av Hessen-Kassel. De båda systrarnas framtida äktenskap blev grunden för de många dynastiska äktenskapen mellan det danska kungahuset och det hessiska furstehuset i kommande generationer. 1737, när Louise var nästan 13 år gammal, dog hennes mor, drottning Caroline, och hon uppfostrades då främst av sin äldre syster, prinsessan Caroline.

### Äktenskap

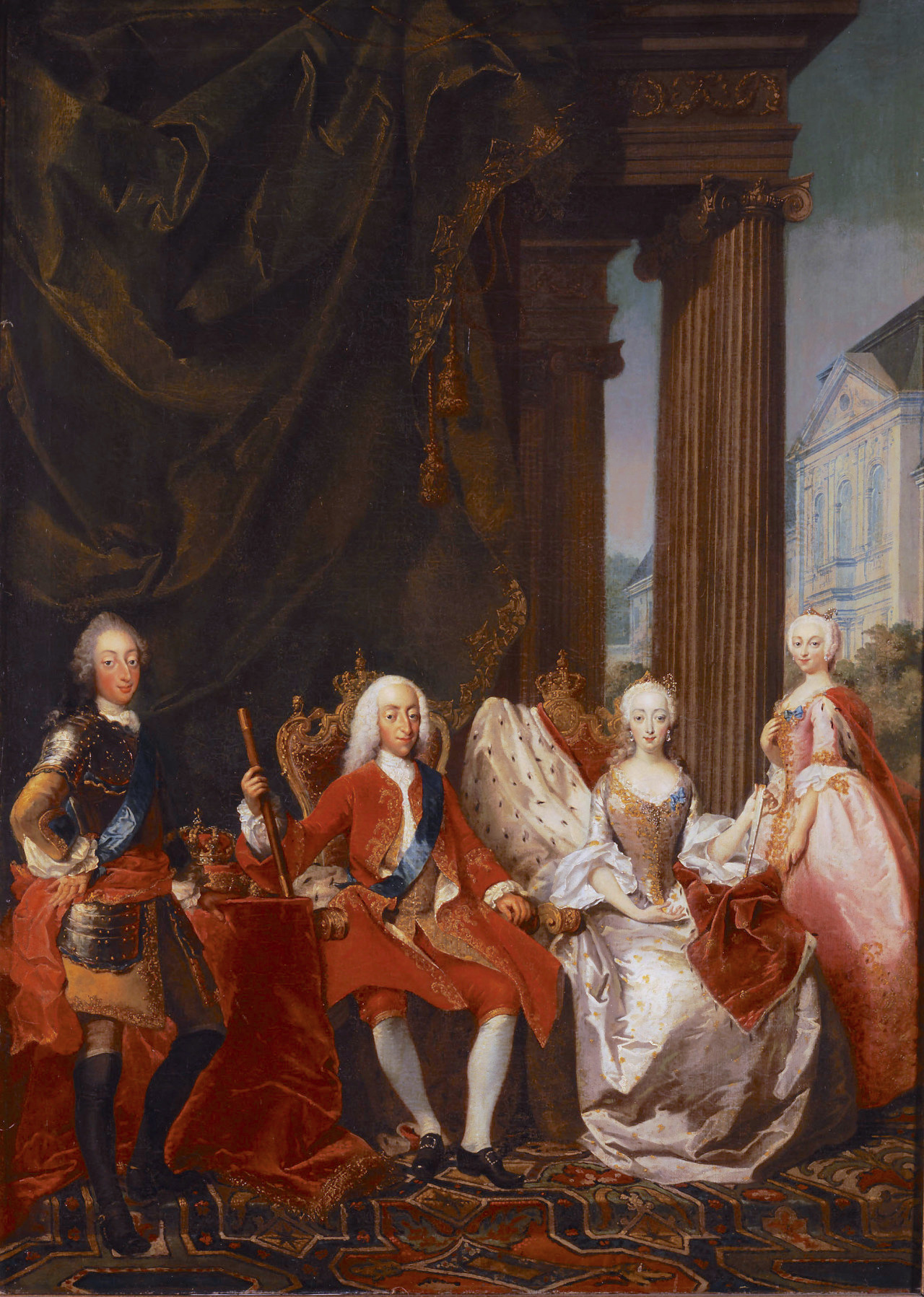
Kung Kristian VI med sin familj drottning Sofia Magdalena, kronprins Fredrik och kronprinsessan Louise. Hirschholms slott syns i bakgrunden. Målad av Marcus Tuscher, 1744.

1743 ingicks en överenskommelse om ett dynastiskt äktenskap mellan prinsessan Louise och den dansk-norske tronföljaren, kronprins Fredrik. Äktenskapet föreslogs av Storbritannien av politiska skäl. På den tiden tävlade Frankrike och Storbritannien om att bilda en allians med Danmark-Norge. Det protestantiska Storbritannien hade dock fördelen av att kunna ingå en äktenskapsallians och tanken uppstod mellan de brittiska ministrarna att ordna ett äktenskap mellan Louise och kronprins Fredrik. Den danska regeringen var positiv, medan Fredriks far, kung Kristian VI, till en början var motvillig till idén. Men när han såg chansen att äktenskapet skulle leda till brittiskt stöd för planerna på att göra kronprins Fredrik till svensk tronföljare ändrade han sig. På ett mer personligt plan hoppades man också, att ett snart äktenskap skulle dämpa kronprinsens alkoholiserade och sexuella överdrifter. Kronprinsen själv förklarade sig också villig till äktenskapet, efter att han hade fått ett porträtt av prinsessan och funnit hennes ytre tilltalande, och han hade fått höra om hennes vänlighet. Så mycket mer som även han ansåg, att de politiska omständigheterna gjorde äktenskapet önskvärt.

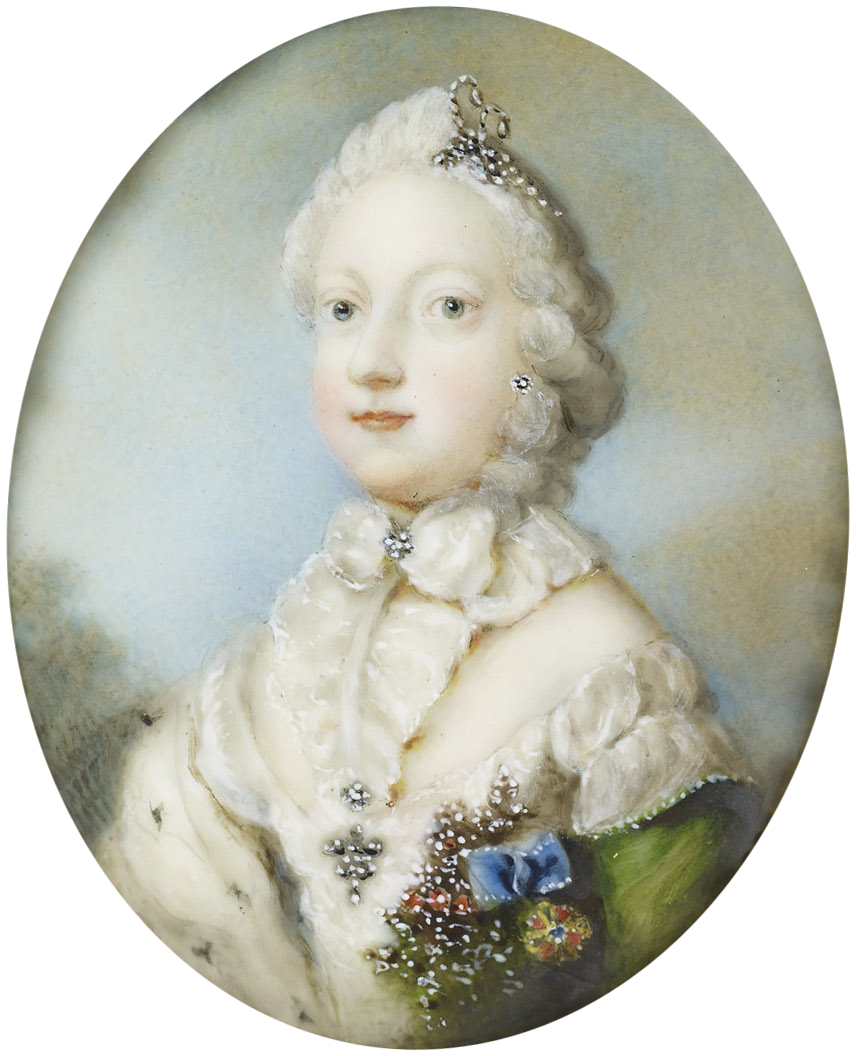
Louise som kronprinsessa. Emaljporträtt av William Essex, 1846.

Under år 1743 inleddes därför äktenskapsförhandlingarna, som efter några månader framgångsrikt avslutades den 14 september. Den 19 oktober lämnade den 18-åriga prinsessan Louise London och började resan mot Köpenhamn. Lord Chamberlain of the Household beställde resaförnödenheter till prinsessan, inklusive "kungliga sängkläder, portmanteaus, en resa-teutrustning och föremål för Mrs. Dives och "Fubbs"-yachten: allt till en uppskattning av £503". Hon seglade först ombord på det brittiska kungaskeppet HMY Fubbs till sin fars nordtyska stambesittning, Kurfurstendömet Braunschweig-Lüneburg, där hon 10 november i Hannover gifte sig med kronprins Fredrik med sin bror hertigen av Cumberland som brudgummens ombud. En vecka efter bröllopet möttes paret i byen Altona i hertigdömet Holstein, som på den tiden var en del av den danska monarkin, och där hela hennes brittiska hov ersattes med ett danskt. Härifrån reste Louise och Fredrik vidare till Köpenhamn, där deras festliga intåg i den danska huvudstaden ägde rum den 11 december till stort jubel från befolkningen. Redan samma dag upprepades vigseln, nu med brudgummen själv, i den nyss 1740 färdigställda Christiansborgs slottskyrka.

### Kronprinsessa

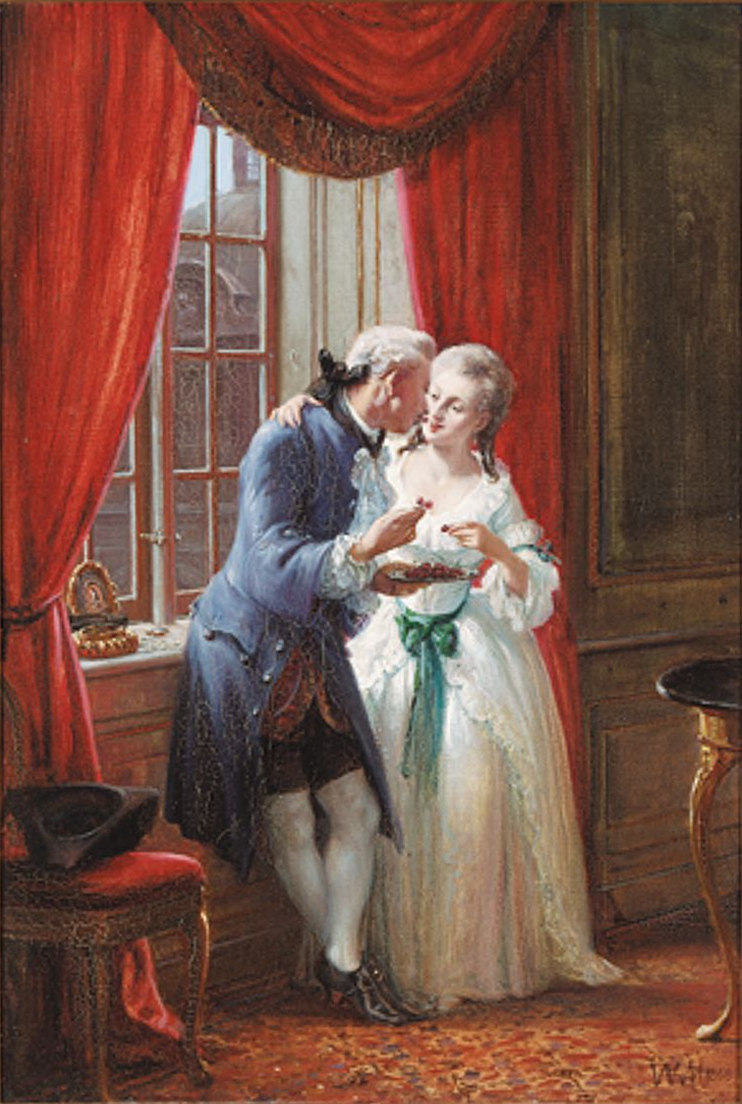
Kronprinsparet i sin lägenhet på Charlottenborgs slott. Historiemåleri av Wilhelm Marstrand (1868)

Efter bröllopet bosatte sig det nygifta kronprinsparet först på barockslottet Charlottenborgs slott, en sekundärresidens för det danska kungahuset beläget vid Kongens Nytorv i centrala Köpenhamn. Charlottenborg blev snabbt ramen för ett livligt och sällskapligt hov som skilde sig mycket från den stela och tunga etikett som rådde vid kungaparets hov på Christiansborgs slott. Där bodde de tills de 1745 kunde flytta in i Prinsens palats, et stadspalats som var bygget om i rokokostil til bruk for kronprinsparet av den danske arkitekten Nicolai Eigtved, og som lå ved Frederiksholms Kanal rett ved Christiansborgs slott. Trots att äktenskapet var arrangerat och en politisk fördel för Storbritannien beskrivs förhållandet mellan makarna som gott, åtminstone under deras första år som gifta. Även om Fredrik uppenbarligen kände hög respekt för henne och alltid behandlade henne med vänlighet, var han enligt uppgift inte kär i henne och fortsatte med sina excesser efter deras äktenskap. Men Frederik kände sig bekväm med henne, och Louise låtsades inte lägga märke till hans äktenskapsbrott med flera kvinnor. Tillsammans fick de fem barn, varav endast tronföljaren, kronprins Kristian, avled före sin 2 års födelsedag.

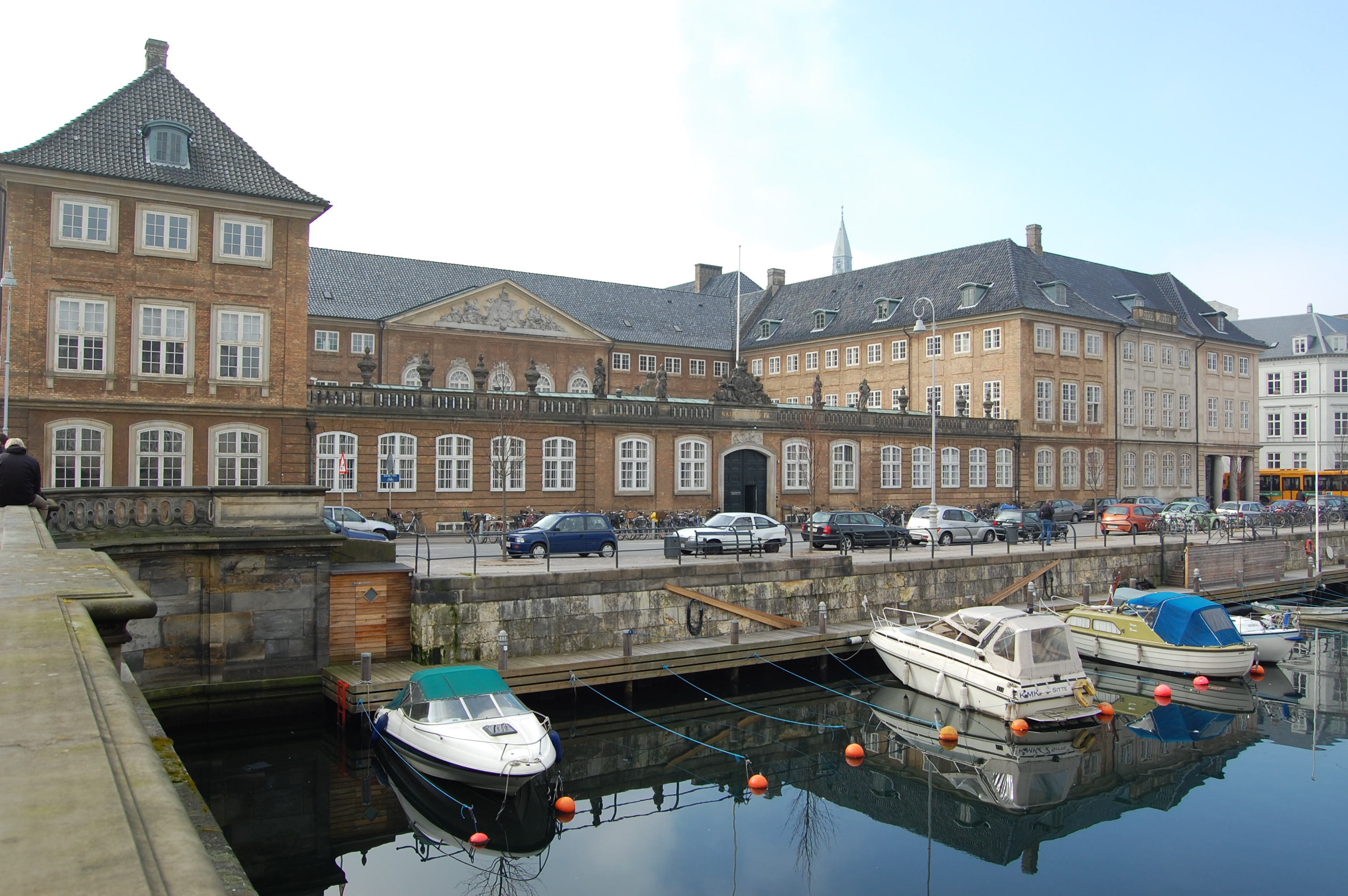
Prinsens palats sett från andra sidan Frederiksholms Kanal 2007.

Louise gjorde sig snabbt populär i det danska hovet, och till och med hennes svärfar, som till en början hade varit ovillig inför utsikten att få henne som sin svärdotter, påpekade i ett brev till en vän, att han tyckte hon var snäll och trevlig. Också från Köpenhamns invånare möttes hon av stor entusiasm på grund av sitt naturliga och okomplicerade beteende. Till skillnad från sin svärmor, drottning Sofia Magdalena, ansträngde hon sig för att lära sig danska. Hon studerade danska språket redan från ankomsten til Danmark under hovpredikanten Erik Pontoppidan, och anställde även lärare så att hennes barn kunde lära sig att tala sitt lands språk.

### Drottning

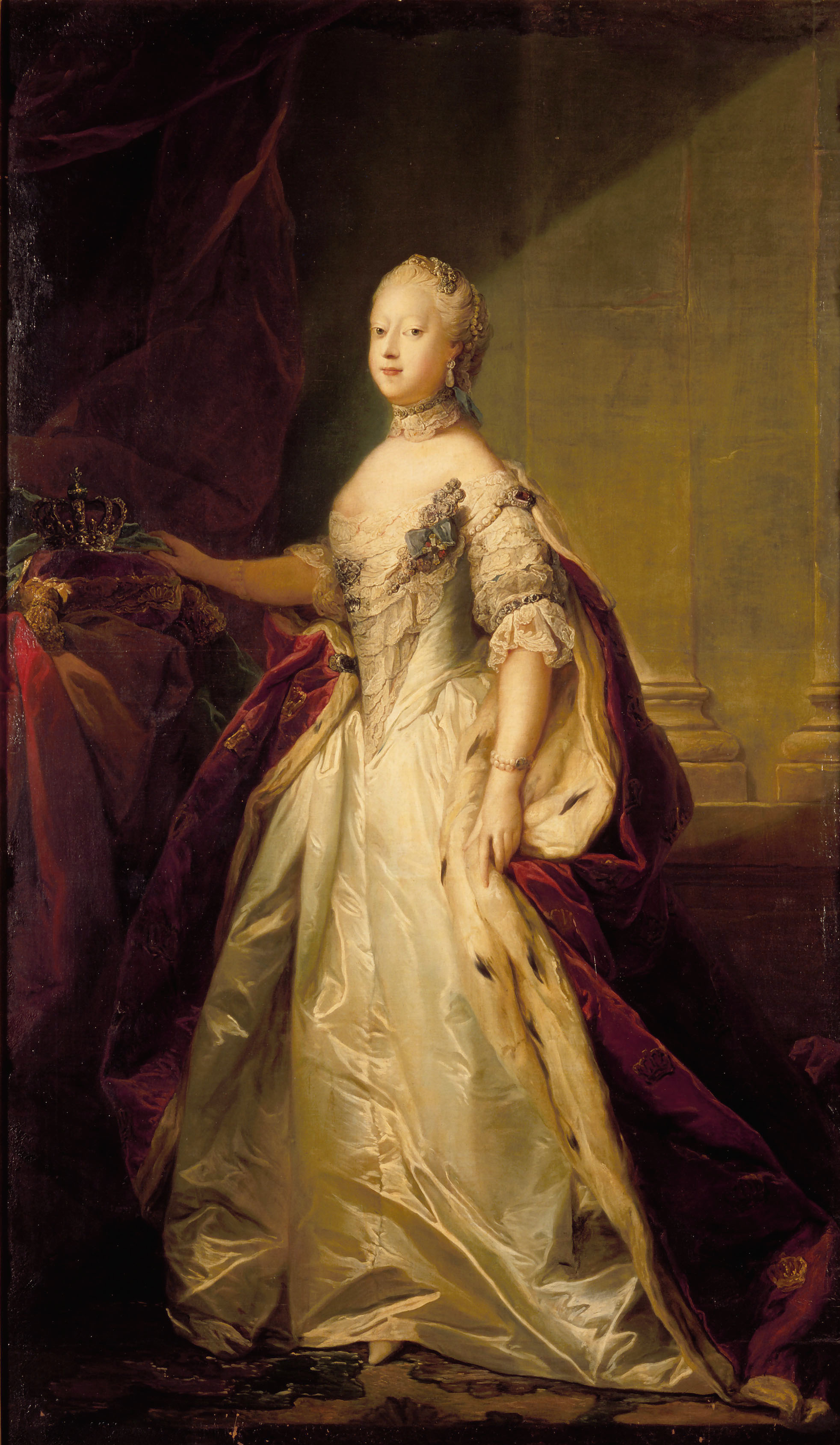
Drottning Louise. Målad av Carl Gustaf Pilo.

Den 6 augusti 1746 – dagen före sitt silverbröllop – dog kung Christian VI 46 år gammal på kungaparets sommarpalats Hirschholms slott norr om Köpenhamn. Louises man besteg tronen som Frederik V, medan Louise själv blev drottning av Danmark och Norge vid en ålder av bara 21 år. Det nya kungaparet flyttade sedan den korta sträckan från Prinsens palats över Frederiksholms Kanal in i det stora Christiansborgs slott. Den 4 september 1747 avslutades ceremonierna i samband med tronskiftet med kröningen av nya kungen och drottningen i Frederiksborgs slottskyrka, den traditionella kröningskyrkan för Danmark-Norges monarker under enväldet, beläget i staden Hillerød på norra Själland norr om Köpenhamn.

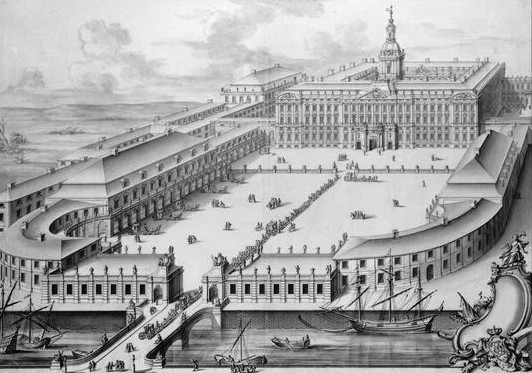
Christiansborgs slott, kungliga residenset i Köpenhamn, omkring 1750.

Det som Louise och hennes man hade påbörjat i liten skala på Charlottenborg, fortsatte de nu i stor skala på Christiansborg. Tronskiftet medförde en stor förändring i livet vid det danska hovet, som nu fick en lättsammare atmosfär och blev mycket festligare än det varit tidigare under Louises pietistiska svärföräldrar, där stränga religiösa levnadsvillkor hade rått vid hovet. De stora järnkedjorna som tidigare omringat Christiansborg och hållit folket på avstånd försvann, och slottets salar och salonger fylldes åter med baler och sällskap. Louise var populär som drottning i Danmark. Hon hade en livlig personlighet som gjorde att hon lätt kunde umgås med andra. Hon beskrevs som välutbildad och sällskapsmänniska, bra på samtal, inte vacker men mycket värdig och väl lämpad för sin roll som drottning. En svensk diplomat som vistades vid det danska hovet ger följande beskrivning av henne:
| ” | Hon har bra förnuft och väldigt lätt att prata, hon är snäll i sin ton, vet hur man startar ett samtal om olika ämnen och kan prata flera språk; när hon ger kur, lämnar hon sällan någon utan att säga honom något trevligt; hon tycker om att dansa och dansar vackert, hon har ett gott och jämnt humör, är mycket hedrad för sin fromhet och begåvad med utmärkta egenskaper. Hon finner sin glädje i att läsa och i musik, spelar ganska bra klavikord och har roligt att lära sina små flickor att sjunga. På det hela taget är hennes önskan mest att vara med sina barn. | „ |

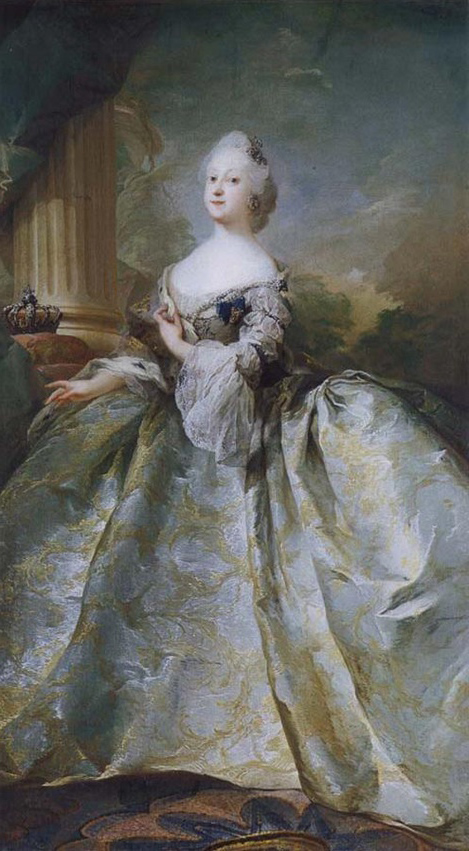
Drottning Louise i 1751. Målad av Carl Gustaf Pilo.

Hon uppskattades för sitt försök att lära sig danska och tala danska med sina barn i stället för den tyska som var vanlig vid hovet. Dansk-norske författaren Ludvig Holberg skrev till exempel i ett av sina epistlar:
| ” | Det er ikke at beskrive med hvilken inderlig Fornøjelse meenige Mand hører Hendes Majestæt, skiøndt en Engelsk Princesse, at tale Dansk med de Kongelige Børn. | „ |

Drottning Louise. Målad av Carl Gustaf Pilo.

Louise intresserade sig för musik, dans och teater; 1747 bjöd hon in den italienska operaimpressario Pietro Mingottis operakompani till Köpenhamn, där de framförde både opera och balett på Charlottenborgs slott fram till 1750. Bland sällskapets medlemmar fanns kompositören Christoph Willibald Gluck, som var bosatt i Danmark 1748 till 1749. När Louise 1749 födde en tronföljare, kronprins Kristian, komponerade han i samband med födseln scenen La Contesa dei Numi (Gudarnas Strid), där de olympiska gudarna samlades vid Stora Bält för att diskutera vem som särskilt skulle skydda den nye prinsen. Den uppfördes första gången den 12 mars 1749 på Charlottenborg med anledning av drottning Louises första gudstjänst efter förlossningen. 1748 inbjöds den franska teatertruppen Du Londels Sällskap under ledning av skådespelerskan Jeanne Du Londel till Köpenhamn, där de framförde dramatiska teaterföreställningar, och âven uppträdde i Kristiania i Norge under kungens besök där 1749. Dess kontrakt i Danmark gick ut 1753, och samma år engagerades de av Louises kusin och gudmor, drottning Lovisa Ulrika vid hovet i Sverige, där sällskapet spelar en viktig roll i den svenska kulturhistorien.
1751 motsatte sig drottning Louise utan framgång det planerade dynastiska äktenskapet mellan hennes dotter, den femåriga prinsessan Sofia Magdalena, och den svenska tronföljaren, kronprins Gustav. Louise fruktade att hennes dotter inte skulle bli väl behandlad av Sveriges drottning Lovisa Ulrika. Lovisa Ulrika var känd för sina antidanska åsikter och för att vara motståndare till äktenskapet, och det var känt att hon var den verkliga härskaren vid det svenska hovet. Enligt uppgift ogillade Louise också arrangerade äktenskap på grund av sin egen erfarenhet.

### Tidig död

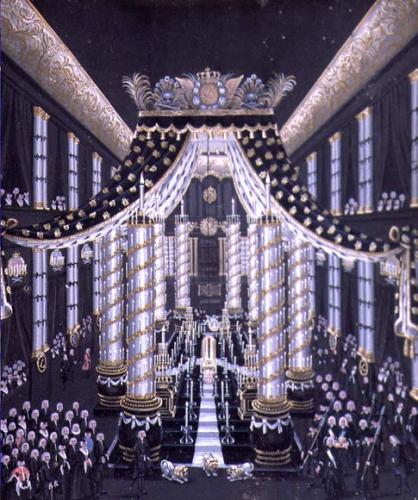
Drottning Louises katafalk i Christiansborgs slottskyrka.

Samma år blev drottning Louise allvarligt sjuk med ett inklämt navelbråck, då hon väntade sitt sjätte barn. Hovkirurg Hans Friedrich Wohlert opererade drottningen, men han lyckades inte att rädda hennes liv. Hon dog dagen efter sin 27-årsdag, den 19 december 1751 på Christiansborgs slott, efter 14 års äktenskap och efter bara 5 år som drottning. Beskedet om den populära drottningens död möttes av bestörtning vid hovet och uppriktig sorg bland folket som hade kommit att uppskatta sin drottning under hennes korta tid som drottning. Efter en castrum doloris i Christiansborgs slottskyrka begravdes hon i Roskilde domkyrka.

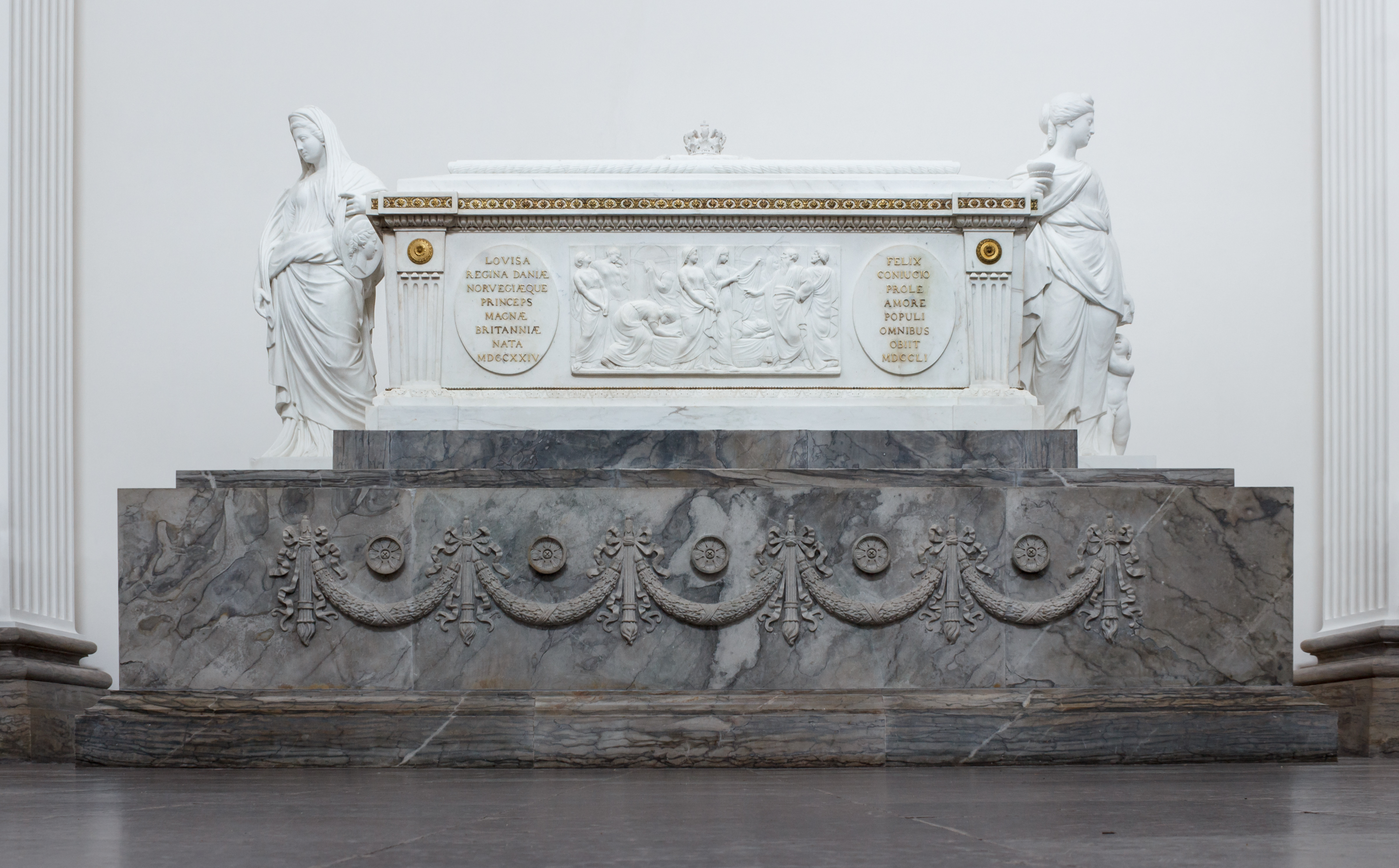
Drottning Louises sarkofag i Roskilde domkyrka.

Fredrik V överlevde drottning Louise med 14 år. Han gifte om sig året efter hennes död med Juliana Maria av Braunschweig-Wolfenbüttel. 1756 flyttade Louises syster, lantgrevinna Marie av Hessen-Kassel, som hade blivit separerad från sin man, lantgreve Fredrik II av Hessen-Kassel, till Danmark för att ta hand om sin avlidna systers barn. Hon tog med sig sina tre söner, som uppfostrats vid det danska hovet. Två av sönerna, prins Vilhelm och prins Karl gifte sig senare med sina danska kusiner, prinsessan Vilhelmine Karoline och prinsessan Louise, drottning Louises döttrar.

## Eftermäle
Den kloka drottningen påverkade och inspirerade sin man positivt, så regeringen uppmuntrade därefter starkt konst och vetenskap. Eftersom hon var extremt populär och älskad av danskarna blev minnet av den tidigt döda unga drottningen med tiden mer och mer förhärligat. Ett exempel på denna glorifiering är den tyske poeten Friedrich Gottlieb Klopstock, som kände stor hängivenhet och aktning för drottning Louise; han blev djupt berörd av hennes umbäranden och tidiga död och uttryckte sina egna och folkets känslor i oden An den König (senare kallad Die Königin Luise) från 1752. Jämfört med detta ideal blev både makens andra hustru Juliana Maria och hennes systerdotter och senare svärdotter Caroline Mathilde hårt dömda som drottningar.
- Louisa County i delstaten Virginia i USA har uppkallats efter prinsessan Louisa i 1742.[24]

## Barn
1. Christian (1745-1747)
2. Sofia Magdalena (1746-1813), gift med kung Gustav III av Sverige
3. Vilhelmine Karoline (1747-1820), gift med kurfurst Vilhelm I av Hessen
4. Kristian VII (1749-1808), kung av Danmark och Norge 1766 – 1808, gift med Caroline Mathilde av Storbritannien
5. Louise (1750-1831), gift med lantgreve Karl II av Hessen-Kassel

## Anfäder
|                          |  |  |  |  |  |  |  |                            |  |  |  |  |  |  |  |                                       |  |  |  |  |  |  |  | Ernst August av Hannover               |
|                          |  |  |  |  |  |  |  |                            |  |  |  |  |  |  |  |                                       |  |  |  |  |  |  |  |                                        |
|                          |  |  |  |  |  |  |  |                            |  |  |  |  |  |  |  | Georg I av Storbritannien             |  |  |  |  |  |  |  |                                        |
|                          |  |  |  |  |  |  |  |                            |  |  |  |  |  |  |  |                                       |  |  |  |  |  |  |  |                                        |
|                          |  |  |  |  |  |  |  |                            |  |  |  |  |  |  |  |                                       |  |  |  |  |  |  |  | Sofia av Pfalz                         |
|                          |  |  |  |  |  |  |  |                            |  |  |  |  |  |  |  |                                       |  |  |  |  |  |  |  |                                        |
|                          |  |  |  |  |  |  |  | Georg II av Storbritannien |  |  |  |  |  |  |  |                                       |  |  |  |  |  |  |  |                                        |
|                          |  |  |  |  |  |  |  |                            |  |  |  |  |  |  |  |                                       |  |  |  |  |  |  |  |                                        |
|                          |  |  |  |  |  |  |  |                            |  |  |  |  |  |  |  |                                       |  |  |  |  |  |  |  | Georg Vilhelm av Braunschweig-Lüneburg |
|                          |  |  |  |  |  |  |  |                            |  |  |  |  |  |  |  |                                       |  |  |  |  |  |  |  |                                        |
|                          |  |  |  |  |  |  |  |                            |  |  |  |  |  |  |  | Sofia Dorotea av Celle                |  |  |  |  |  |  |  |                                        |
|                          |  |  |  |  |  |  |  |                            |  |  |  |  |  |  |  |                                       |  |  |  |  |  |  |  |                                        |
|                          |  |  |  |  |  |  |  |                            |  |  |  |  |  |  |  |                                       |  |  |  |  |  |  |  | Eleonore d'Olbreuse                    |
|                          |  |  |  |  |  |  |  |                            |  |  |  |  |  |  |  |                                       |  |  |  |  |  |  |  |                                        |
| Louise av Storbritannien |  |  |  |  |  |  |  |                            |  |  |  |  |  |  |  |                                       |  |  |  |  |  |  |  |                                        |
|                          |  |  |  |  |  |  |  |                            |  |  |  |  |  |  |  |                                       |  |  |  |  |  |  |  | Albrekt II av Brandenburg-Ansbach      |
|                          |  |  |  |  |  |  |  |                            |  |  |  |  |  |  |  |                                       |  |  |  |  |  |  |  |                                        |
|                          |  |  |  |  |  |  |  |                            |  |  |  |  |  |  |  | Johan Fredrik av Brandenburg-Ansbach  |  |  |  |  |  |  |  |                                        |
|                          |  |  |  |  |  |  |  |                            |  |  |  |  |  |  |  |                                       |  |  |  |  |  |  |  |                                        |
|                          |  |  |  |  |  |  |  |                            |  |  |  |  |  |  |  |                                       |  |  |  |  |  |  |  | Sofia Margareta av Oettingen-Oettingen |
|                          |  |  |  |  |  |  |  |                            |  |  |  |  |  |  |  |                                       |  |  |  |  |  |  |  |                                        |
|                          |  |  |  |  |  |  |  | Caroline av Ansbach        |  |  |  |  |  |  |  |                                       |  |  |  |  |  |  |  |                                        |
|                          |  |  |  |  |  |  |  |                            |  |  |  |  |  |  |  |                                       |  |  |  |  |  |  |  |                                        |
|                          |  |  |  |  |  |  |  |                            |  |  |  |  |  |  |  |                                       |  |  |  |  |  |  |  | Johan Georg I av Sachsen-Eisenach      |
|                          |  |  |  |  |  |  |  |                            |  |  |  |  |  |  |  |                                       |  |  |  |  |  |  |  |                                        |
|                          |  |  |  |  |  |  |  |                            |  |  |  |  |  |  |  | Eleonore Erdmuthe av Sachsen-Eisenach |  |  |  |  |  |  |  |                                        |
|                          |  |  |  |  |  |  |  |                            |  |  |  |  |  |  |  |                                       |  |  |  |  |  |  |  |                                        |
|                          |  |  |  |  |  |  |  |                            |  |  |  |  |  |  |  |                                       |  |  |  |  |  |  |  | Johannetta av Sayn-Wittgenstein        |
|                          |  |  |  |  |  |  |  |                            |  |  |  |  |  |  |  |                                       |  |  |  |  |  |  |  |                                        |

## Galleri

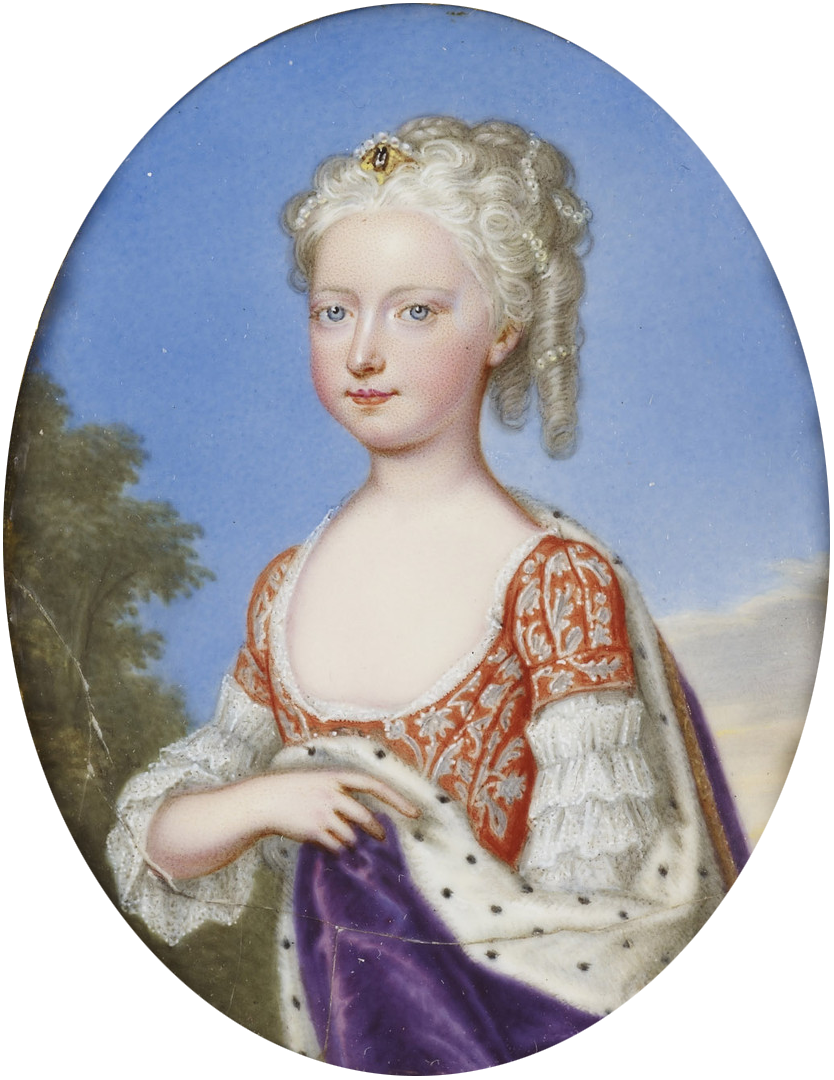
Prinsessan Louise som barn. Miniatyrporträtt av Christian Friedrich Zincke (1730-talet)
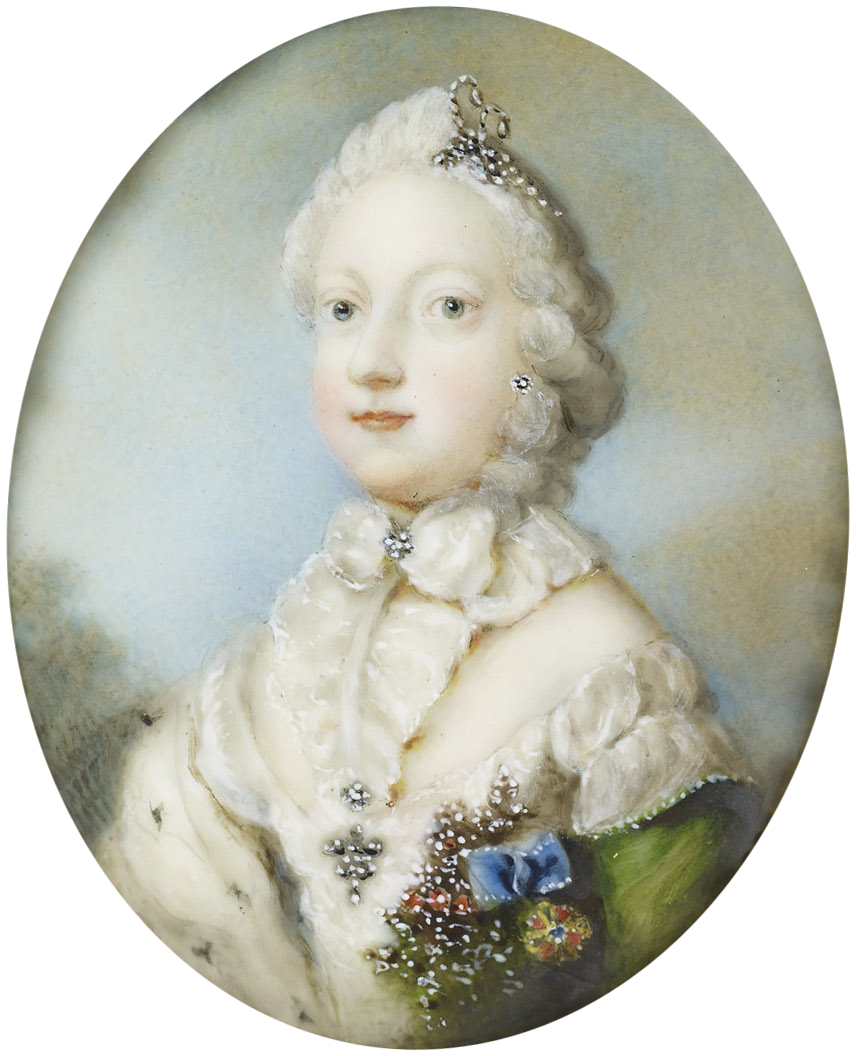
Kronprinsessan Louise. Emaljporträtt av William Essex (1846)
Porträtt av Drottning Louise. Oljemåleri av Carl Gustaf Pilo (1740-talet)
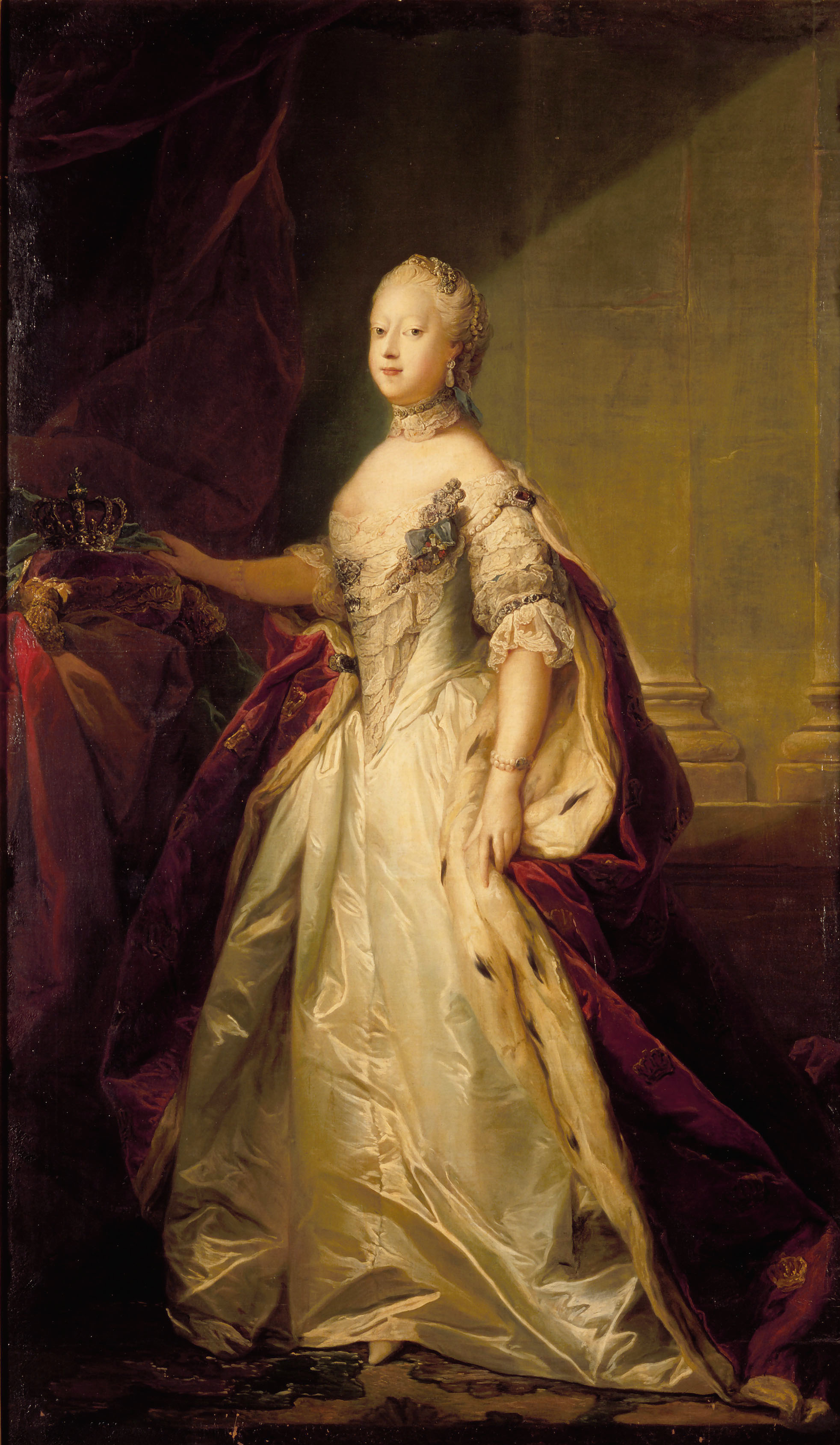
Porträtt av Drottning Louise. Oljemåleri av Carl Gustaf Pilo
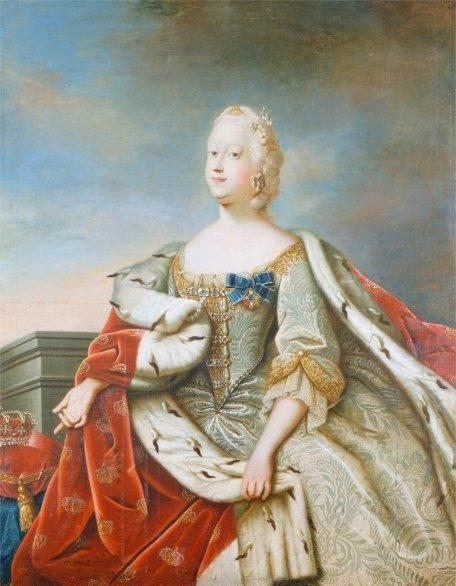
Porträtt af Drottning Louise. Oljemåleri av Carl Gustaf Pilo
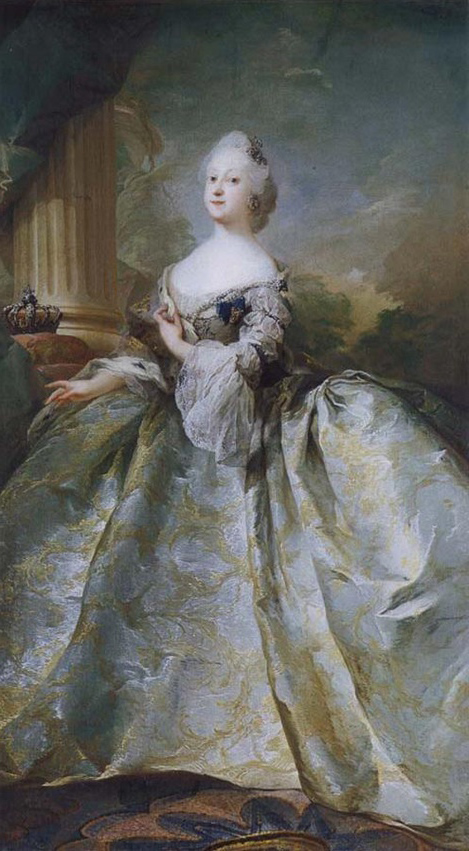
Porträtt av Drottning Louise. Oljemåleri av Carl Gustaf Pilo (1751)
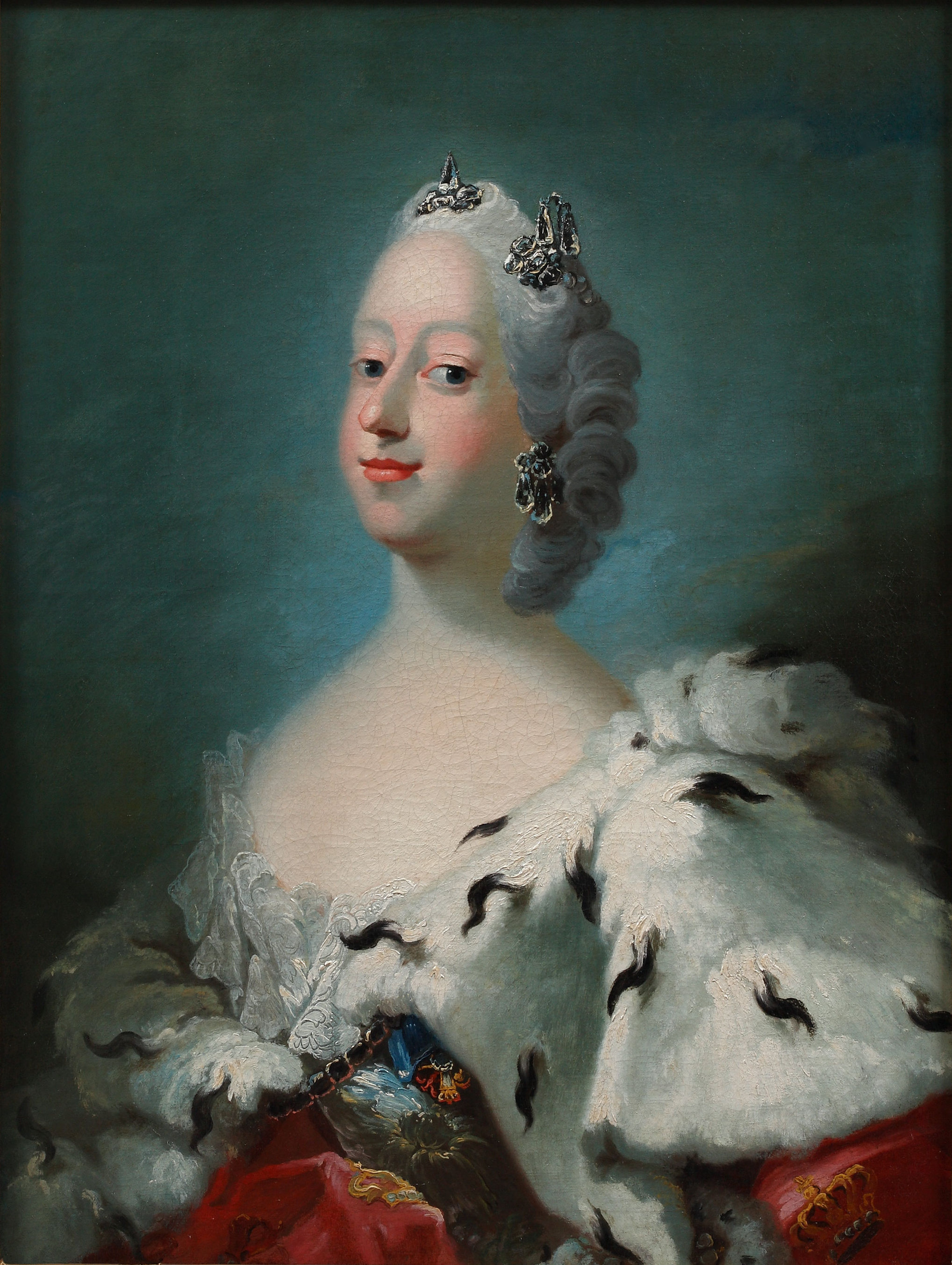
Porträtt av Drottning Louise. Oljemåleri av Peder Als (1750-talet)